# 仙人台信號場
仙人台信號場 （日语：／ Sennindai-shingōjō */?）是一個位於神奈川縣足柄下郡箱根町宮之下，設於小田急箱根鐵道線（箱根登山電車）大平台站－宮之下站之間的信號場。

## 概要
全條小田急箱根鐵道線共有三個信號場，其餘兩個均為折返式，但仙人台信號場卻是直行通過。而由上大平台信號場起穿越大平台隧道到達本信號的路段，是其中一段斜道達80‰的路段，是目前日本鐵路中單靠列車自身動力運行中傾斜度最大的鐵路線，比起早於90年代已取消的JR東日本信越本線的碓冰峠路段更斜。
最初的標高為410米，2013年經重新勘定後更改為398米。

## 結構
本處並沒有設置站房。
雖然設有雙線路軌，但設有側式月台1個，位於外側（往箱根湯本方向），內側路軌只設有對應駕駛室的站台，有效長度亦比其他車站或信號場短，只有2輛。服務時間內較少交會列車，但仍然是運轉停車站，所有列車必須在信號燈前停車，並等待發車信號才能繼續前行。
月台及緊急站台上均設有站牌。

## 歷史
- 1919年6月1日：隨路線開通而設立。

## 相鄰車站
小田急箱根
 鐵道線（箱根登山電車）
大平台（OH 53）－（上大平台信號場）－（仙人台信號場）－宮之下（OH 54）